# 1-е командование ВВС и ПВО
1-е Ленинградское Краснознамённое командование ВВС и ПВО Западного военного округа — оперативное объединение ВВС России.

## Формирование
Командование сформировано 1 декабря 2009 года на базе 6-й Ленинградской Краснознамённой армии ВВС и ПВО в ходе реформы вооружённых сил.

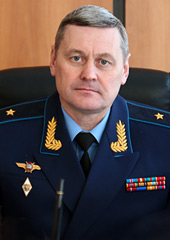
Генерал-майор Александр Дуплинский, Командующий.

### История наименований
- 2-й корпус ПВО (с 1937 г.);
- Ленинградская армия ПВО (с 7 апреля 1942 г.)[1];
- 6-я отдельная армия ПВО (с февраля 1961 г.);
- 6-я отдельная Краснознамённая армия ПВО (с 22 февраля 1968 г.);
- Войска ПВО ордена Ленина Ленинградского военного округа (с 15 марта 1980 г.);
- 6-я отдельная Краснознамённая армия ПВО (с апреля 1986 г.);
- 6-я Краснознамённая армия ВВС и ПВО (с 1 июня 1998 г.);
- 6-я Ленинградская Краснознамённая армия ВВС и ПВО (с 13.09.2005 г.);
- 1-е Ленинградское Краснознамённое командование ВВС и ПВО (с 1 декабря 2009 года);
- 6-я Ленинградская Краснознамённая армия ВВС и ПВО (с 1 августа 2015 года);

## Переформирование
1 августа 2015 года 1-е Ленинградское Краснознамённое командование ВВС и ПВО переформировано в 6-ю Ленинградскую Краснознамённую армию ВВС и ПВО Западного военного округа.

## Состав

### По состоянию на 2011 год[3]
- 1-я бригада воздушно-космической обороны (Североморск);
- 2-я бригада воздушно-космической обороны (Хвойный);
- 7000-я гвардейская авиационная Борисовско-Померанская дважды Краснознамённая, ордена Суворова база 1 разряда (Воронеж):
  - авиагруппа (аэродром Балтимор) — Су-34, Су-24МР, Су-24М, МиГ-25РБ;
  - авиагруппа (аэродром Бесовец) — Су-27П;
  - авиагруппа (аэродром Мончегорск) — Су-24МР, МиГ-25РБ;
  - авиагруппа (аэродром Хотилово) — Су-27, МиГ-31;
  - авиагруппа (аэродром Халино) — МиГ-29СМТ, МиГ-29УБ[4];
- 378-я авиационная база — Ми-8, Ми-24 (Вязьма);
- 549-я авиационная база — Ми-8, Ми-24 (аэродром Левашово);
- 800-я авиационная Краснознамённая база — Ил-76, Ан-12, Ту-134, Ту-154, Ил-62, Ми-8 (аэродром Чкаловский);
- 1080-я смешанная авиационная база — Ан-72, Ан-30, Ми-8 (Громово)
- Инженерно-сапёрный батальон

### По состоянию на 2013 год
- 1-я бригада воздушно-космической обороны (комплексы С-300ПМ,С-300ПС) — Североморск. В бригаде 13 дивизионов С-300.
  - 223 узел связи (в/ч 03122, Мурманская обл., г. Североморск);
  - 1539 отдельный радиорелейный батальон (в/ч 03777, Мурманская обл., г. Североморск);
  - 877 пункт наведения авиации (в/ч 92603, Мурманская обл., г. Заполярный).
  - 531 гвардейский зенитный ракетный Невельско-Берлинский ордена Ленина Краснознаменный орденов Суворова, Кутузова и Богдана Хмельницкого полк (в/ч 70148, 184610, Мурманская обл., г. Полярный). В полку 5 дивизионов С-300ПМ.
  - 583 зенитный ракетный Краснознаменный полк (в/ч 36226, 184284, Мурманская обл., г. Оленегорск). В полку 2 дивизиона С-300ПМ и 2 дивизиона С-300ПС.
  - 1528 зенитный ракетный ордена Красной Звезды полк (в/ч 92485, 164500, Архангельская обл., г. Северодвинск). В полку 4 дивизиона С-300ПС.
  - 331 радиотехнический полк (в/ч 36138, 184603, Мурманская обл., г. Североморск).
  - 332 радиотехнический полк (в/ч 21514, 163060, г. Архангельск).
- 2-я бригада воздушно-космической обороны (комплексы С-300ПМ) — Хвойный, Красное Село, Санкт-Петербург. В бригаде 5 зенитных ракетных полков, в полках 14 дивизионов С-300, 2 дивизиона С-300В, 1 дивизион «Бук-М1». Командир полковник, с 13 декабря 2011 года генерал-майор КУЗНЕЦОВ Виктор Алексеевич
  - 500 гвардейский зенитный ракетный Ленинградский Краснознаменный орденов Суворова и Кутузова полк (в/ч 90450, 188528, Ленинградская обл., Ломоносовский р-н, дер. Гостилицы). В полку 4 дивизиона С-300ПМ.
  - 1488 зенитный ракетный Краснознаменный полк (в/ч 03216, 188841, г. Зеленогорск, Санкт-Петербург). В полку 4 дивизиона С-300ПС.
  - 1489-й гвардейский зенитный ракетный Речицко-Бранденбургский Краснознамённый орденов Суворова и Кутузова полк (в/ч 28036, 188674, Ленинградская обл., Всеволожский р-н, дер. Ваганово). В полку 2 дивизиона С-300ПС.
  - 1490 гвардейский зенитный ракетный Киевско-Лодзинский Краснознаменный орденов Кутузова и Богдана Хмельницкого полк (в/ч 28037, 187020, Ленинградская обл., Тосненский р-н, пгт Ульяновка); В полку 4 дивизиона С-300ПС.
  - 1544 зенитный ракетный полк (в/ч 55584, 188696, Ленинградская обл., Всеволожский р-н, пос. Васкелово-1; фактически: Псковская область, п. Владимирский лагерь). В полку 1 дивизион «Бук», 2 дивизиона С-300В.
  - 333 радиотехнический полк (в/ч 17646, 198327, Санкт-Петербург, Красносельский р-н, пос. Хвойный);
  - 334 радиотехнический Краснознаменный полк (в/ч 96848, 185031, Республика Карелия, г. Петрозаводск).
- 7000 гв. Борисовско-Померанская дважды Краснознаменная ордена Суворова авиационная база (1 разряда):
  - 1-я авиагруппа 7000 авиабазы: Воронеж, самолёты Су-24МР, Су-24М, Су-34, МиГ-25РБ, Ан-30, Ан-32.
  - 2-я авиагруппа 7000 авиабазы: Бесовец, Карелия, самолёты Су-27П, Су-27УБ.
  - 3-я авиагруппа 7000 авиабазы: Мончегорск, Мурманская обл., самолёты Су-24М, Су-24МР, МиГ-25РБ, МиГ-25ПУ, МиГ-31, МиГ-31БМ.
  - 4-я авиагруппа 7000 авиабазы: Хотилово, Тверская обл., самолёты МиГ-31ДЗ, Су-27.
  - 5-я авиагруппа 7000 авиабазы: Халино, Курск, самолёты МиГ-29СМТ.
  - 6-я авиагруппа 7000 авиабазы: Левашово, Ленинградская обл., транспортные самолёты .
  - 7-я авиагруппа 7000 авиабазы: Чкаловск, Калининградская обл., самолёты Су-27П, Су-27УБ.
  - 8-я гвардейская Новгородско-Клайпедская Краснознаменная авиагруппа им. маршала авиации Борзова 7000 авиабазы: Черняховск, Калининградская обл., самолёты Су-24М.
- авиазвено, авиабаза Барановичи, Белоруссия, самолёты Су-27 (4).
- 33-й отдельный транспортный смешанный авиаполк (Ан-12, Ан-26,Ан-30,Ан-72, Ту-134, Ми-8, Л-39) (п. Левашово)
- 800-я Краснознаменная авиационная база (2-го разряда): Чкаловский, Московская область, самолёты Ил-76, Ил-78, Ан-12, Ан-24, Ан-26, Ан-72, Ил-18, Ил-20, Ил-22, Ан-140-100, вертолёты Ми-8.
- 378-я авиабаза армейской авиации (2 разряда): Вязьма, вертолёты Ми-24, Ми-8.

## Командование
- Генерал-лейтенант Мирошниченко, Игорь Владимирович (с 1 декабря 2009 г. до 4 мая 2011 г.)[5].
- Генерал-майор Макушев, Игорь Юрьевич (с 24 июня 2011 г. до октября 2013 г.)[6].
- Генерал-майор Дуплинский, Александр Васильевич (с января 2014 г. по август 2015 г.).[7]

## Дислокация
- Штаб находился в городе Воронеж.